# Église Saint-Rémi de Landifay-et-Bertaignemont
L'église Saint-Rémi de Landifay-et-Bertaignemont est une église située à Landifay-et-Bertaignemont, en France.

## Localisation
L'église est située sur la commune de Landifay-et-Bertaignemont, dans le département de l'Aisne.

## Historique

### Galerie

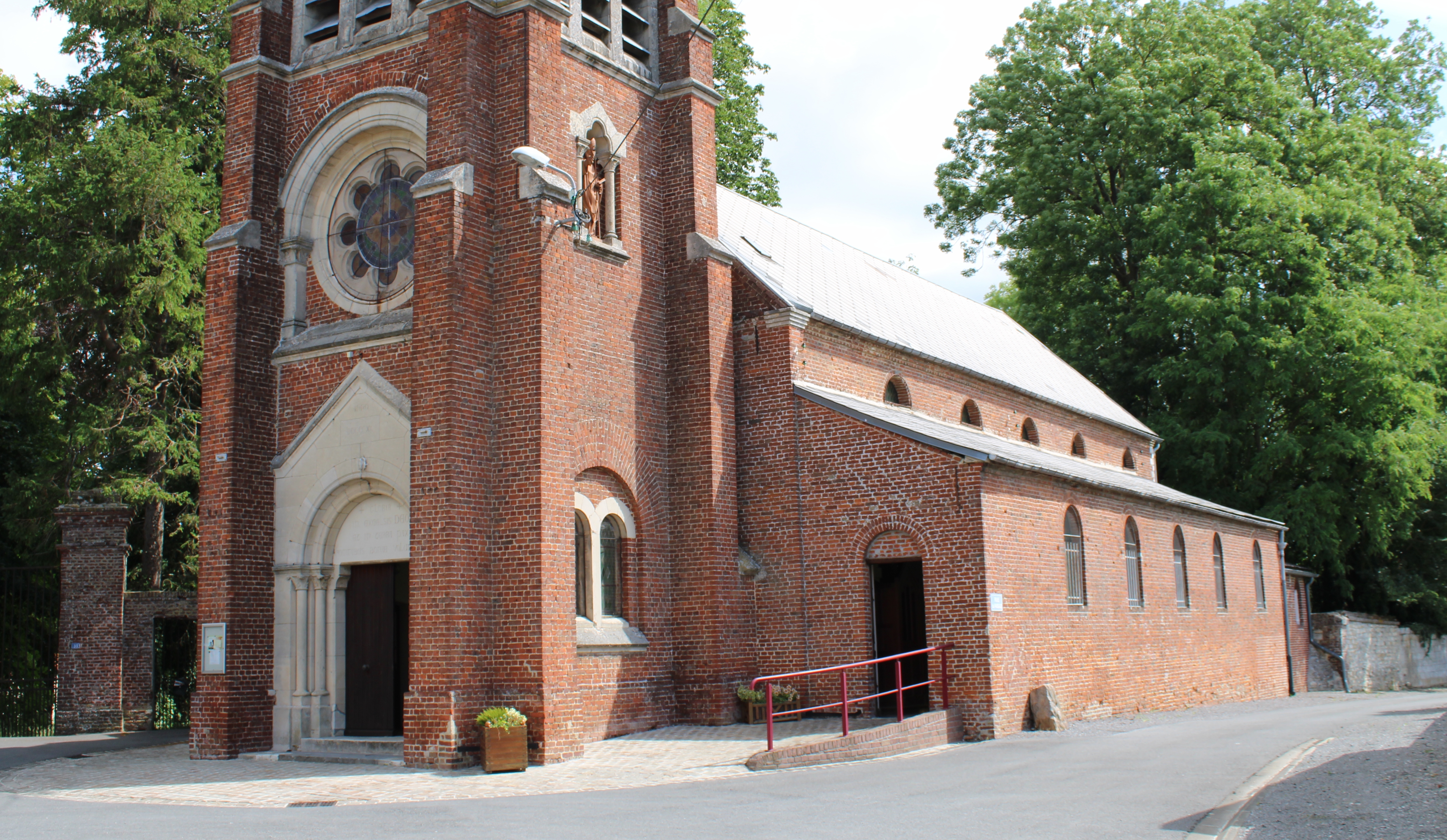
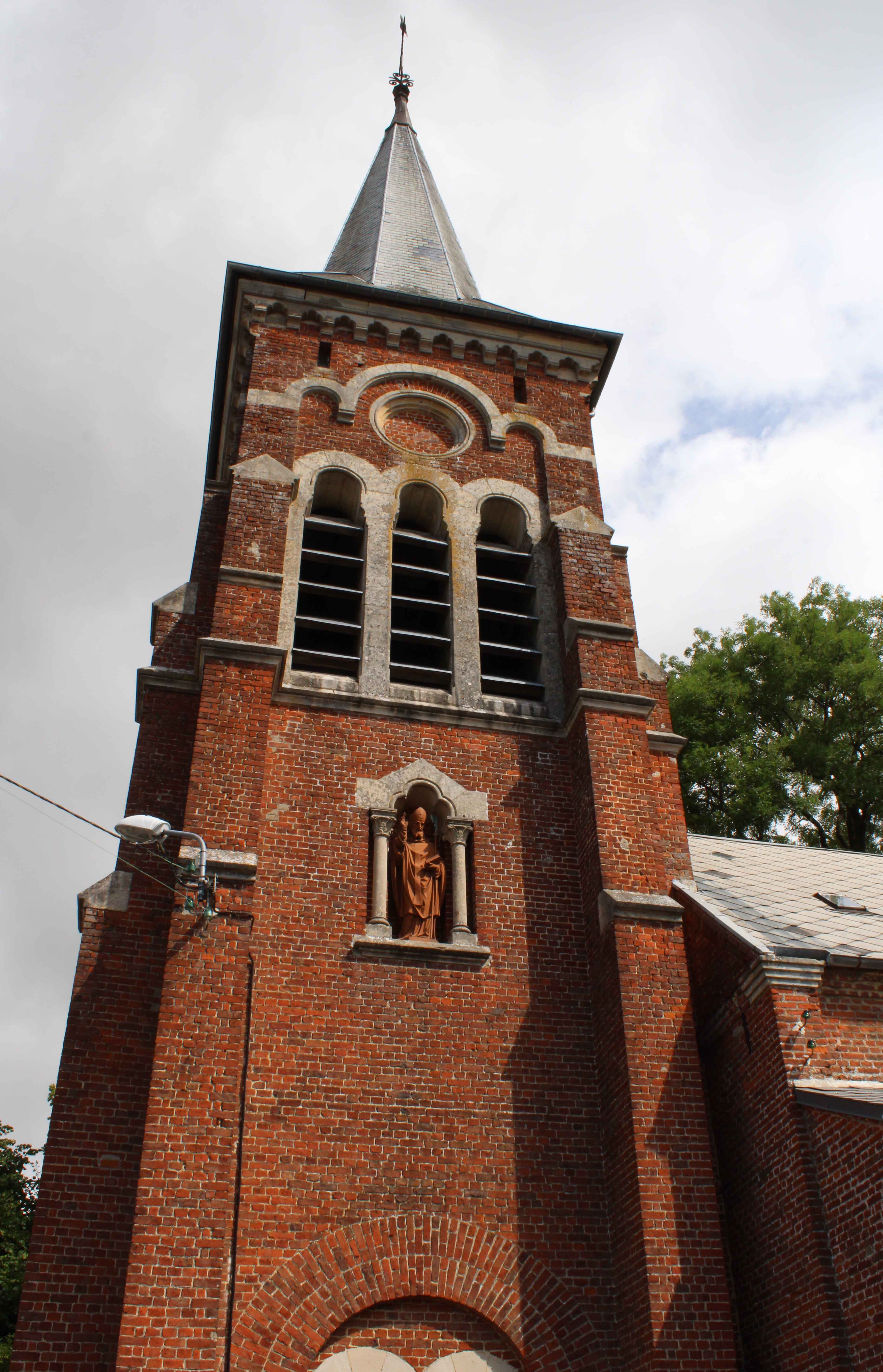
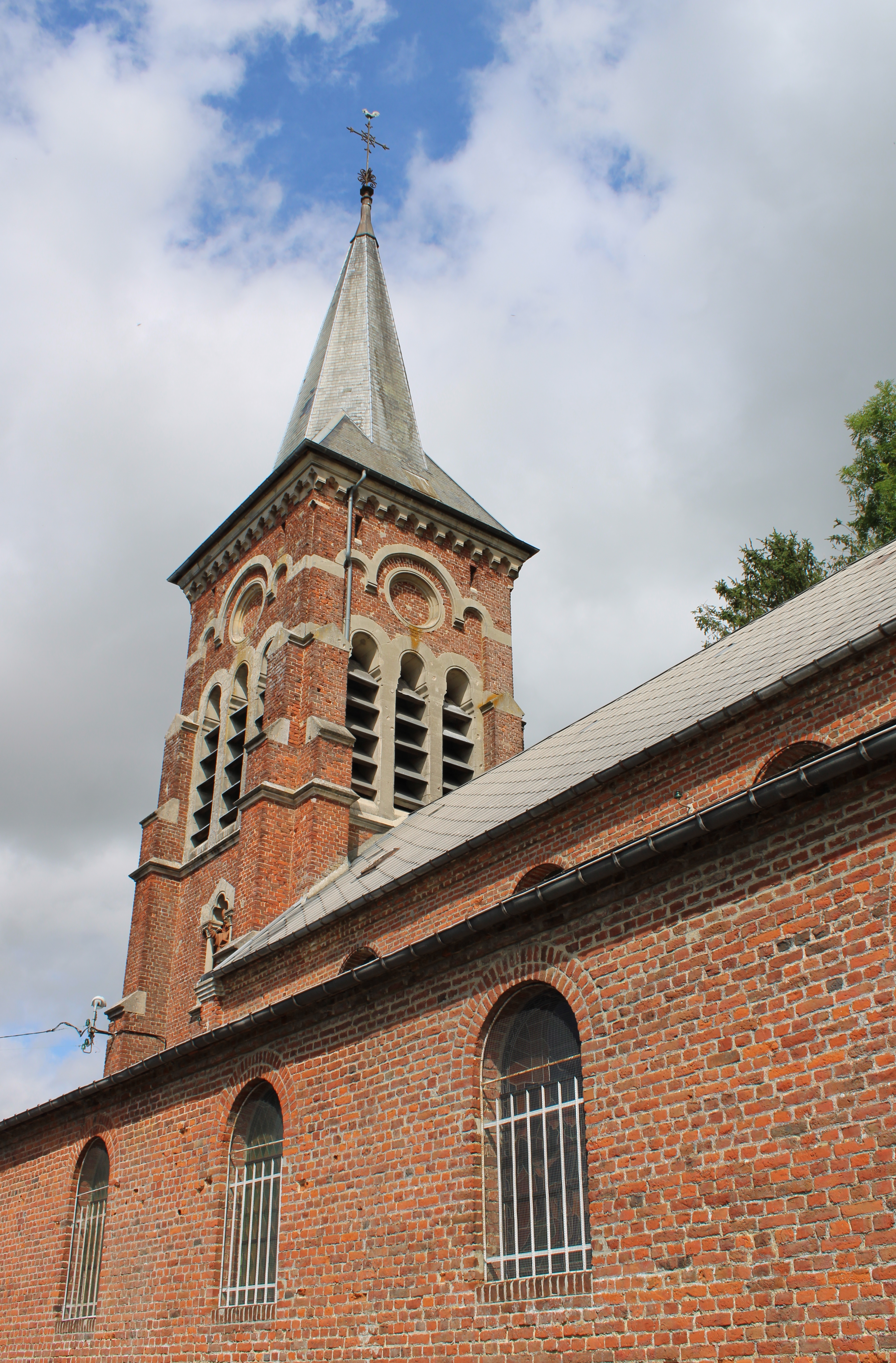
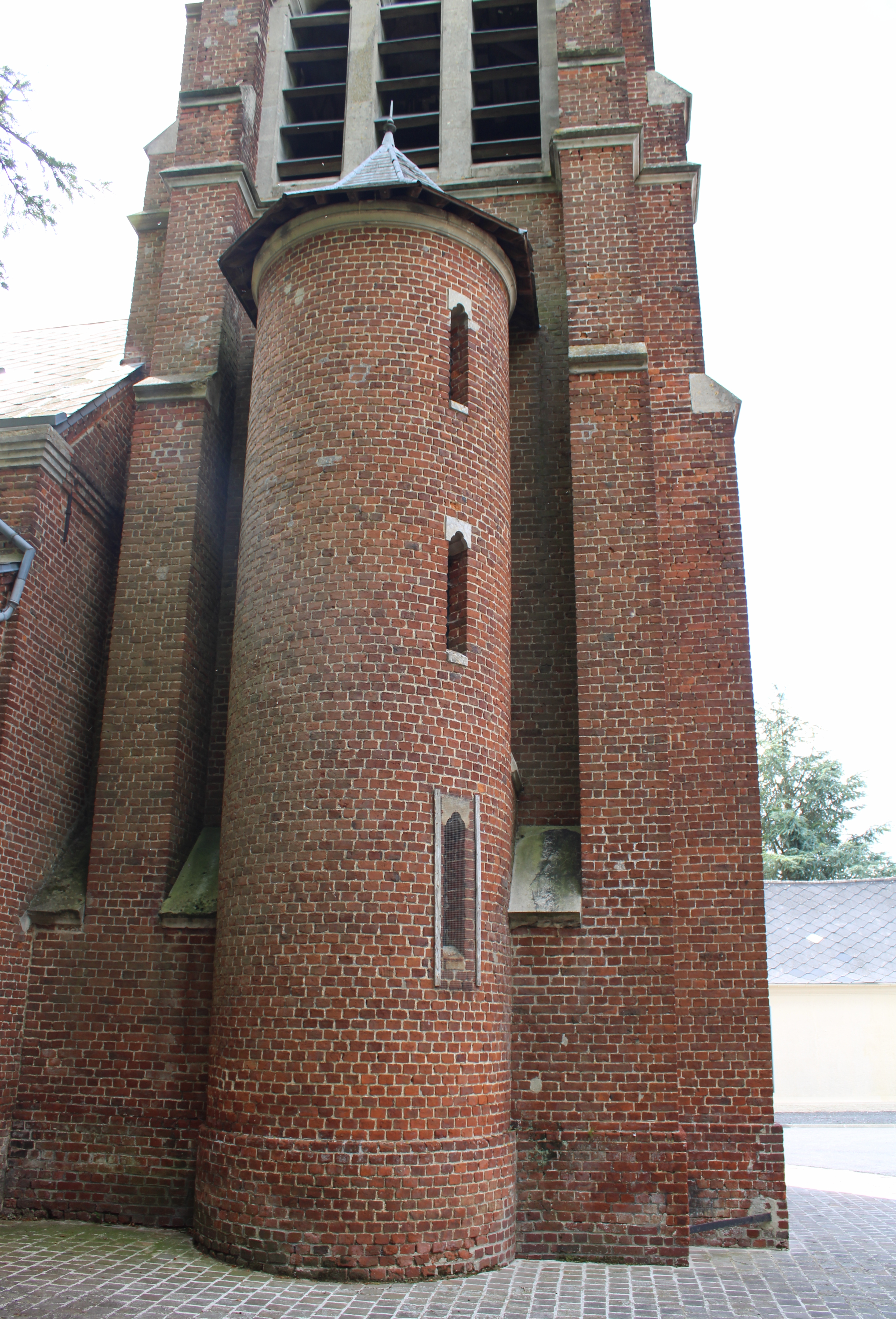
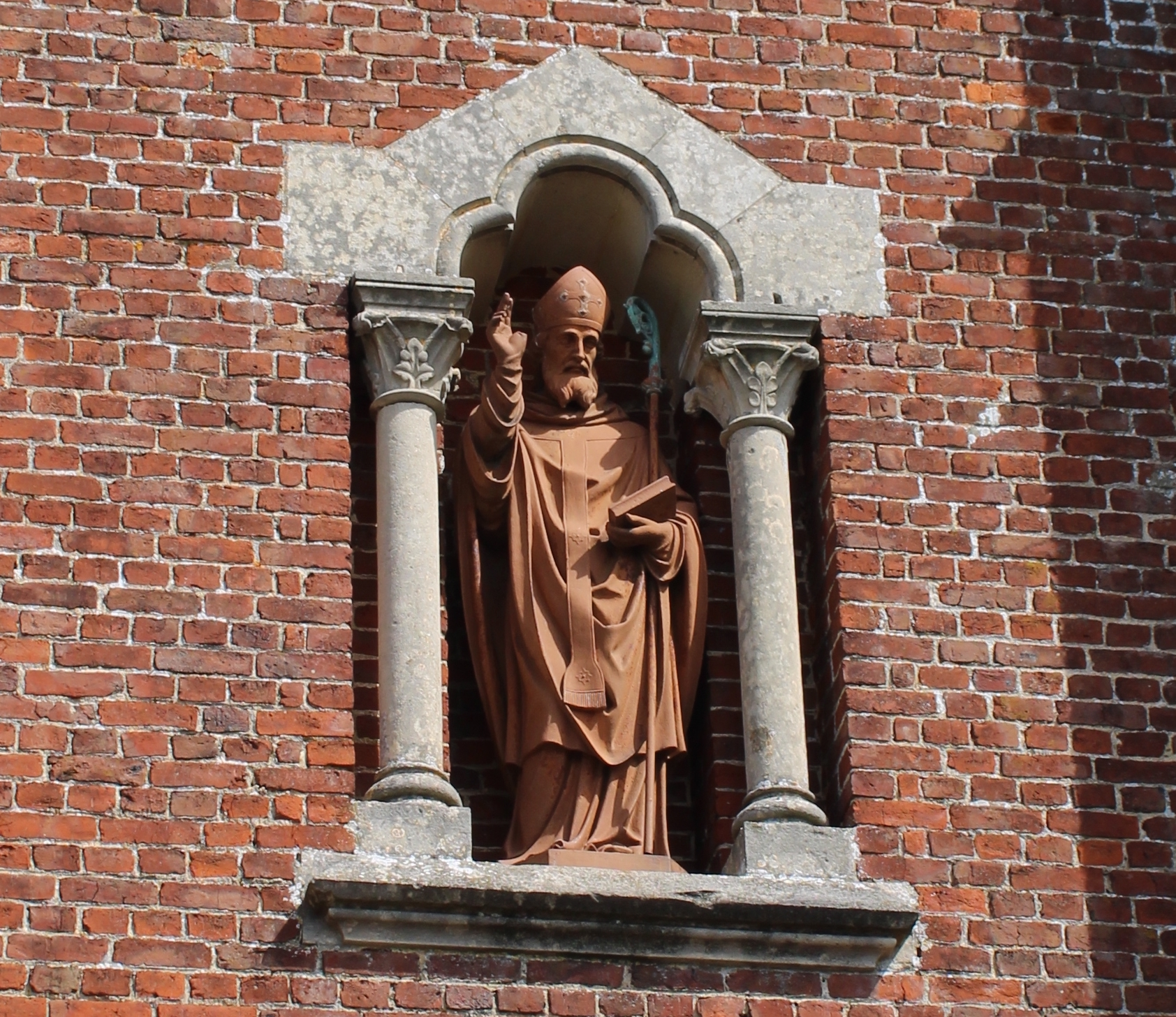
Statue de Saint Rémi.